# Arancou
Arancou település Franciaországban, Pyrénées-Atlantiques megyében. Lakosainak száma 183 fő (2022. január 1.). Arancou Arraute-Charritte, Bergouey-Viellenave, Came és Labastide-Villefranche községekkel határos.

## Népesség
A település népességének változása:
| Lakosok száma | 139  | 155  | 157  | 162  | 168  | 174  | 177  | 178  | 183  |
|               | 2013 | 2015 | 2016 | 2017 | 2018 | 2019 | 2020 | 2021 | 2022 |